# Uroplectes flavoviridis
Espèce
Synonymes
- Uroplectes ornatus Peters, 1861
- Uroplectes chlorodermus Pocock, 1896

Uroplectes flavoviridis est une espèce de scorpions de la famille des Buthidae.

## Distribution
Cette espèce se rencontre au Mozambique, au Malawi, en Zambie, au Zimbabwe et en Afrique du Sud.
Sa présence en Tanzanie est incertaine.

## Description
Le mâle holotype mesure 38,5 mm.

## Publication originale
- Peters, 1861 : « Über eine neue Eintheilung der Skorpione und über die von ihm in Mossambique gesammelten Arten von Skorpionen, aus welchem hier ein Auszug mitgetheilt wird. » Monatsberichte der Königlichen Preussische Akademie des Wissenschaften zu Berlin, vol. 1861, p. 507–516 (texte intégral).